# Aznalcázar
Aznalcázar é um município da Espanha na província de Sevilha, comunidade autónoma da Andaluzia, de área 450 km² com população de 3860 habitantes (2007) e densidade populacional de 8,58 hab./km².

## Demografia
| Variação demográfica do município entre 1991 e 2004 | Variação demográfica do município entre 1991 e 2004 | Variação demográfica do município entre 1991 e 2004 | Variação demográfica do município entre 1991 e 2004 |
| --------------------------------------------------- | --------------------------------------------------- | --------------------------------------------------- | --------------------------------------------------- |
| 1991                                                | 1996                                                | 2001                                                | 2004                                                |
| 3196                                                | 3387                                                | 3473                                                | 3613                                                |